# Aaron Molinas
Aaron Molinas, né le 2 août 2000 à Lomas del Mirador (en) en Argentine, est un footballeur argentin qui évolue au poste de milieu offensif au Defensa y Justicia en prêt de Boca Juniors.

## Biographie

### En club
Né à Lomas del Mirador (en) en Argentine, Aaron Molinas est formé par Boca Juniors. Il fait ses débuts en équipe première le 17 juillet 2021, lancé par l'entraîneur Miguel Ángel Russo contre le Unión de Santa Fe. Il est titularisé et les deux équipes se neutralisent (1-1),. Il fait sa première apparition en Copa Libertadores le 21 juillet 2021 contre l'Atlético Mineiro. Il entre en jeu à la place de Cristian Medina lors de ce match perdu par son équipe (3-1).
En août 2022, Molinas est pressenti pour rejoindre le club portugais de Gil Vicente, le joueur étant en manque de temps de jeu depuis l'arrivée d'Hugo Ibarra à la tête de l'équipe première. Mais il reste finalement à Boca Juniors.
Il est sacré Champion d'Argentine en 2022,.
Le 30 janvier 2023, Aaron Molinas est prêté par Boca Juniors au CA Tigre jusqu'en décembre 2023.

### En sélection
Aaron Molinas représente l'équipe d'Argentine moins de 20 ans, faisant une apparition en le 23 mars 2018 contre l'Angleterre. Il est titularisé et son équipe s'incline par deux buts à un.

## Palmarès
Boca Juniors
- Champion d'Argentine
  - 2022.